# Prstnatec bezový

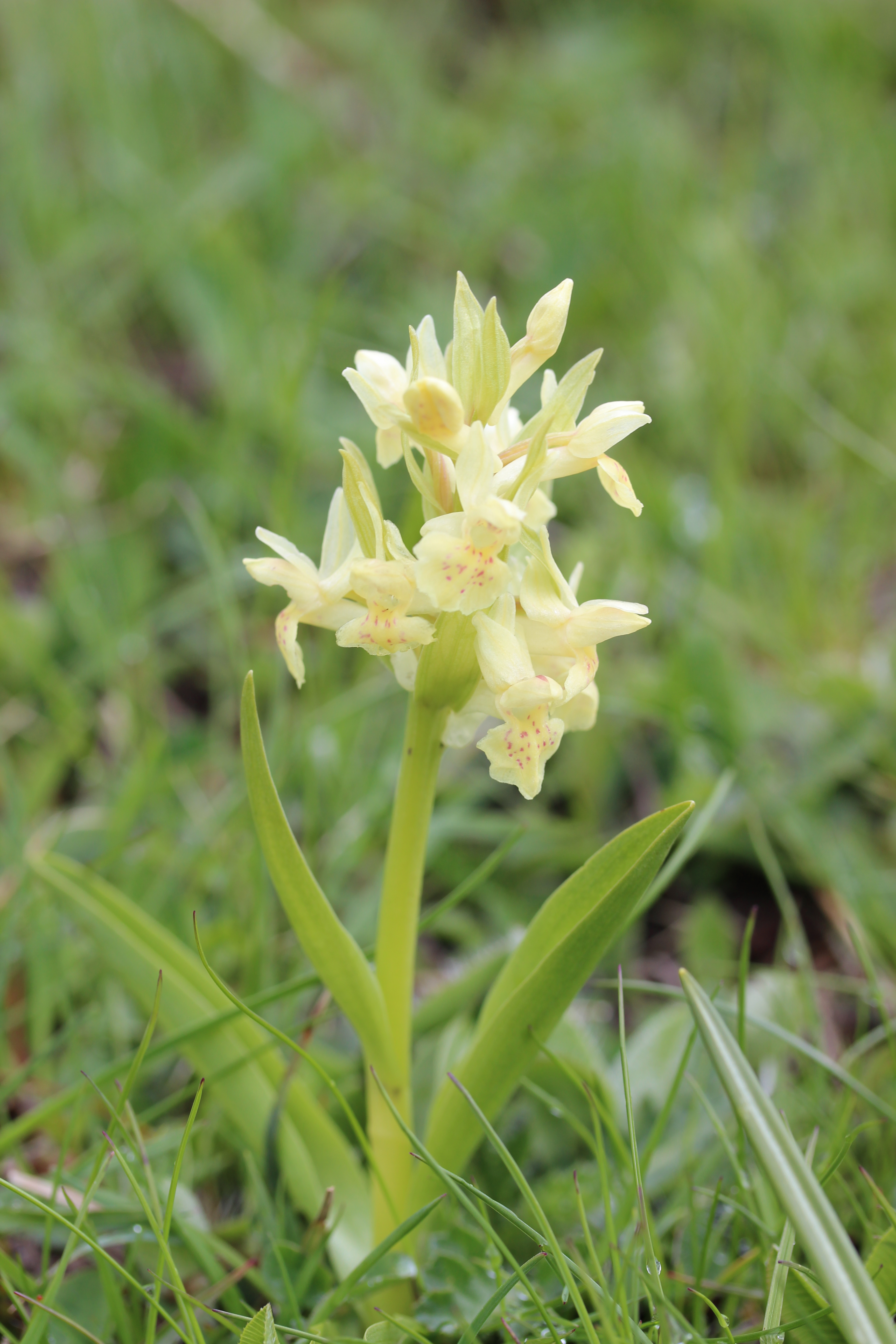
Lodyha, listy a květenství

Prstnatec bezový (Dactylorhiza sambucina) je hlíznatá, zemní orchidej, která je v české přírodě velmi vzácná. Tato nevysoká bylina patří k nejčasněji rozkvétajícím orchidejím a je zvláštní svým výrazným polymorfismem: květy má zbarvené buď tmavě nachově, nebo světle žlutě. Jedinci s oranžovými květy jsou kříženci obou barevných forem.

## Výskyt
Evropský druh, jehož souvislý areál zahrnuje hlavně střední, jižní a východní Evropu. Na západě se hranice jeho rozšíření pouze dotýká východu Francie, na severu prochází Německem a jihem Polska a na východě sahá až po východ Ukrajiny; na jihu vede podél Středozemního moře. Izolované arely se vyskytují na jihu Skandinávie.
V České republice se dříve prstnatec bezový řídce vyskytoval v pahorkatinách na většině území. V 60. letech 20. století začal ustupovat a dnes je na velké části území Čech vzácný nebo zcela vyhynul. Na východě Moravy se dosud drží, hlavně v Beskydech, Vsetínských vrších a Bílých Karpatech. Za východní státní hranicí, na Slovensku, je v karpatské oblasti poměrně hojný.

## Ekologie
Světlomilný druh rostoucí na suchých, kamenitých, na živiny chudých, nevápnitých nebo slabě kyselých půdách. Bývá k vidění na loukách, pastvinách a po okrajích světlých lesů v podhorských a horských oblastech. Nesnáší hnojení stanovišť, které narušuje symbiotický vztah s mykorhizními houbami. Kvete v dubnu a květnu.
Rostlina má současně dvě nebo více hlíz. Loňskou, plnou výživných látek, ze které na jaře rostlina raší, a novou, která roste, sílí a bude rostlinu vyživovat v následujícím roce. Za příhodných podmínek se vyvine nových, drobných hlíz několik a tyto mohou posloužit k rozmnožování. Pokud hlíza nenakumuluje dostatek živin, rostlina neroste do květů. Stará hlíza současně se zaschnutím rostliny na konci sezony zcela vyčerpaná uhyne. 
Prstnatec je typickým zástupcem organismu u kterého pozorujeme frekvenčně závislý výběr.

## Popis
Vytrvalá, 10 až 25 cm vysoká rostlina, která má v podzemí obvykle dvě zploštělé, prstovitě dělené hlízy (odtud název rodu "prstnatec"). Lodyha je přímá, dutá a někdy mělce rýhovaná, olistěná je pouze ve spodní polovině. Na bázi lodyhy vyrůstá čtyři až šest od lodyhy odstávajících, kopinatých, na vrcholu tupých listů, výrazně žilnatých, zelených a vždy beze skvrn. Listy jsou úzce obvejčité a na vrcholu tupé, nejvýše postavený list je kopinatý a dosahuje až ke spodu květenství.
Květenství je hustý, válcovitý klas dlouhý až 9 cm a je tvořený mnoha světle žlutými nebo tmavě nachovými květy se žlutou bázi pysku. Listeny se třemi až pěti podélnými žilkami, příčně pospojovanými, bývají kopinaté, zelené nebo mají červenofialový nádech, jsou delší než semeník a jejich vrcholy přečnívají nad květy. Ze tří vnějších okvětních lístků dva odstávají, třetí společně se dvěma menšími, vnitřními lístky jsou k sobě přikloněné a vytvářejí přilbu. Plochý, po okraji vlnitý pysk je okrouhlý, mělce trojlaločný a má alespoň u báze nachové tečky. Ostruha je kyjovitá, tupá, dlouhá jako válcovitý semeník a obvykle směřuje dolů. Květenství voní po květech bezu černého (Sambucus nigra), z čehož je odvozeno druhové jméno byliny.
Květy jsou opylovány hlavně včelami a čmeláky, kteří přistávají na širokém pysku. Po vsunutí sosáku do ostruhy, kde hledají nektar, se uvolní brylky pylu a pomoci lepkavých terčíků se opylovačům přilepí na hlavu. Tam zůstanou až do návštěvy dalšího květu, kde brylky ulpí na lepkavé blizně. Po opylení se v květu vyvíjí elipsoidní tobolka s četnými drobnými semeny, která po vyklíčení potřebují k vytvoření semenáče podporu symbiotické mykorhizní houby.

## Ohrožení
Prstnatec bezový začal z české krajiny ustupovat následkem mizení pastvinářství a kosení luk. Řada jeho tradičních lokalit zarostla agresivními vyššími travinami nebo náletovými dřevinami, jimž tento konkurenčně slabý druh není schopen odolat.
Je v České republice chráněnou rostlinou a byl přiřazen k silně ohroženým druhům, jejichž stavy v posledních letech výrazně poklesly, a to jak ve "Vyhlášce MŽP ČR č. 395/1992 Sb. ve znění vyhl. č. 175/2006 Sb" (§2), tak i v "Červeném seznam cévnatých rostlin České republiky z roku 2012" (C2t).

## Galerie

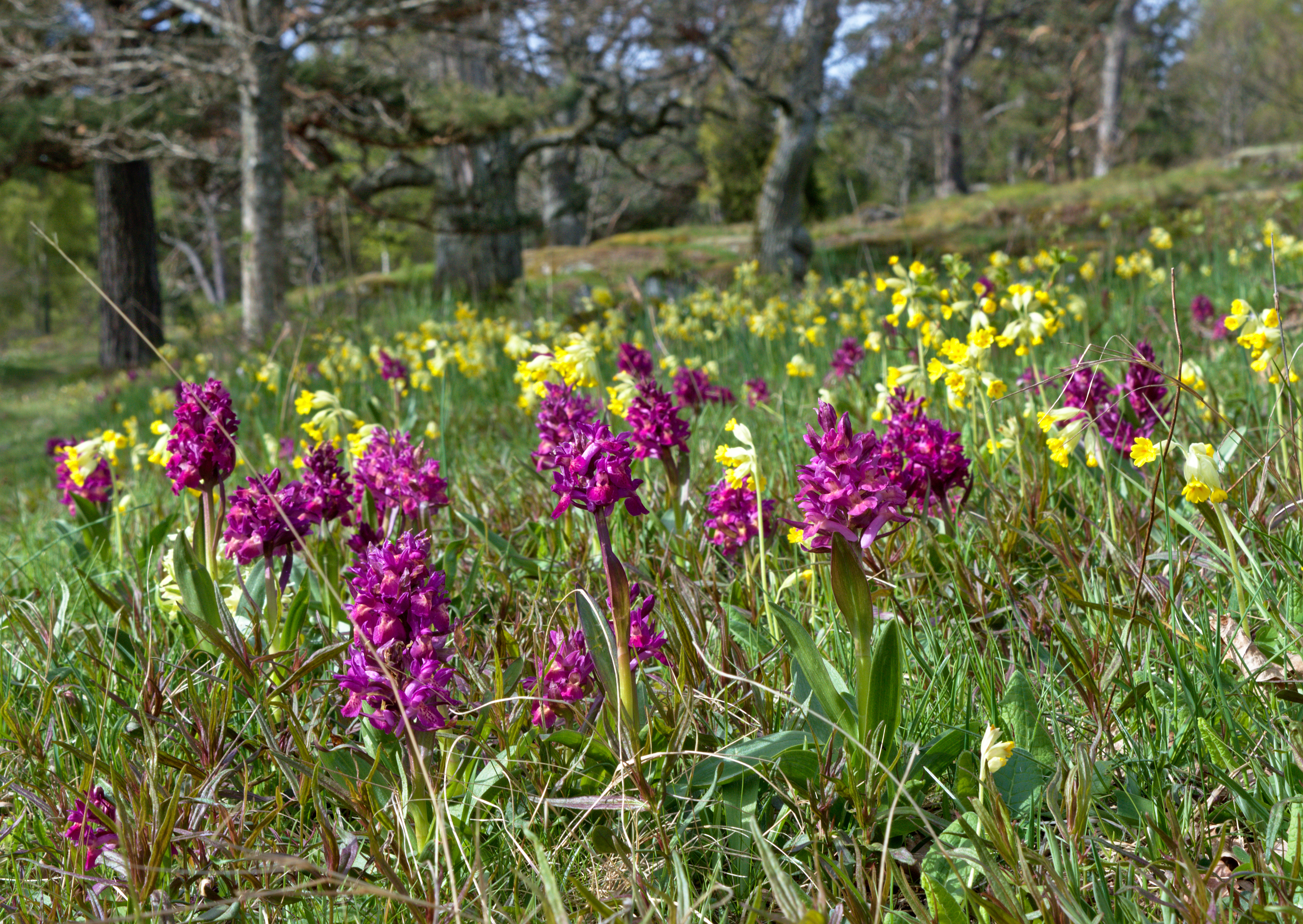
Přirozené prostředí
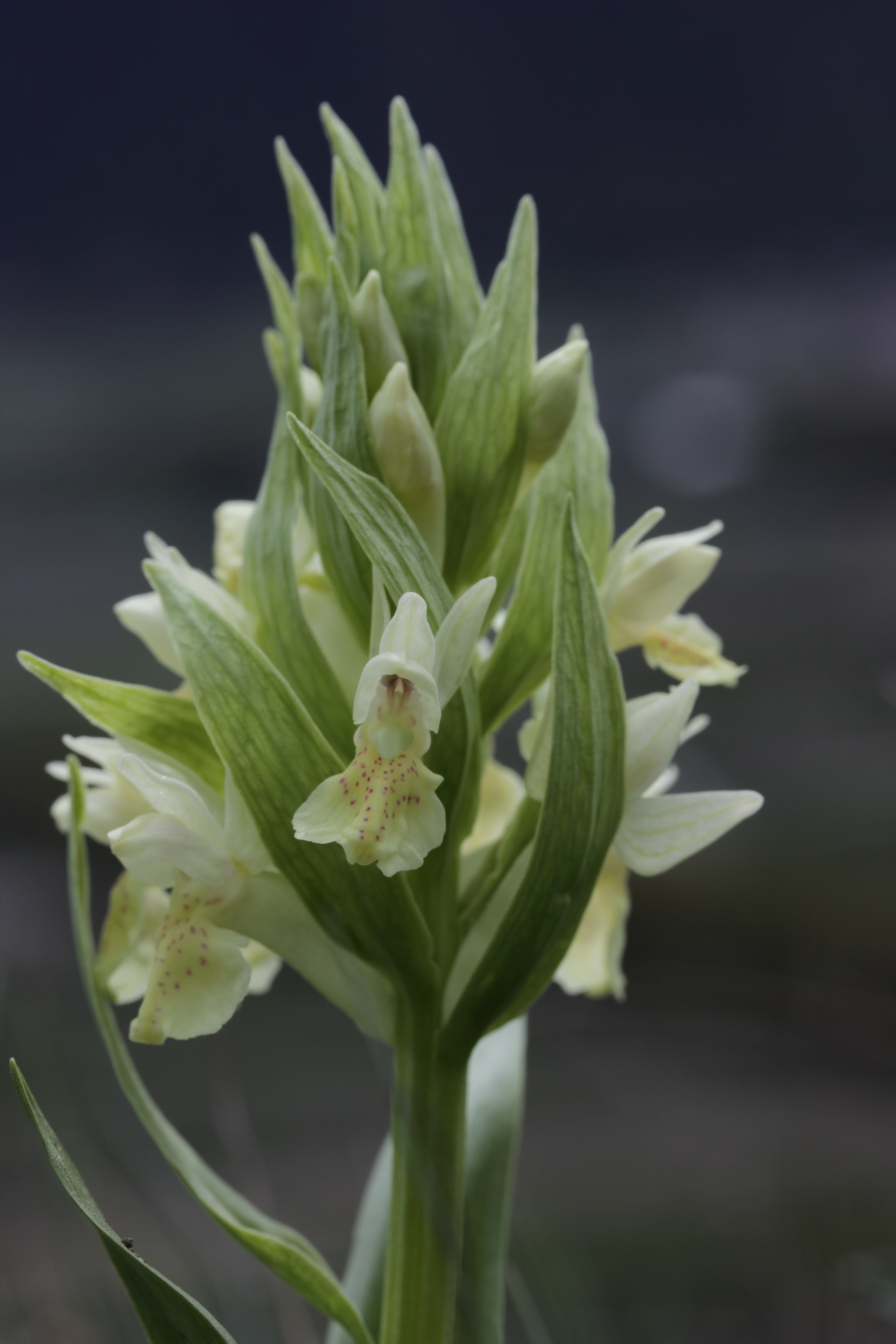
Rozkvétající květenství
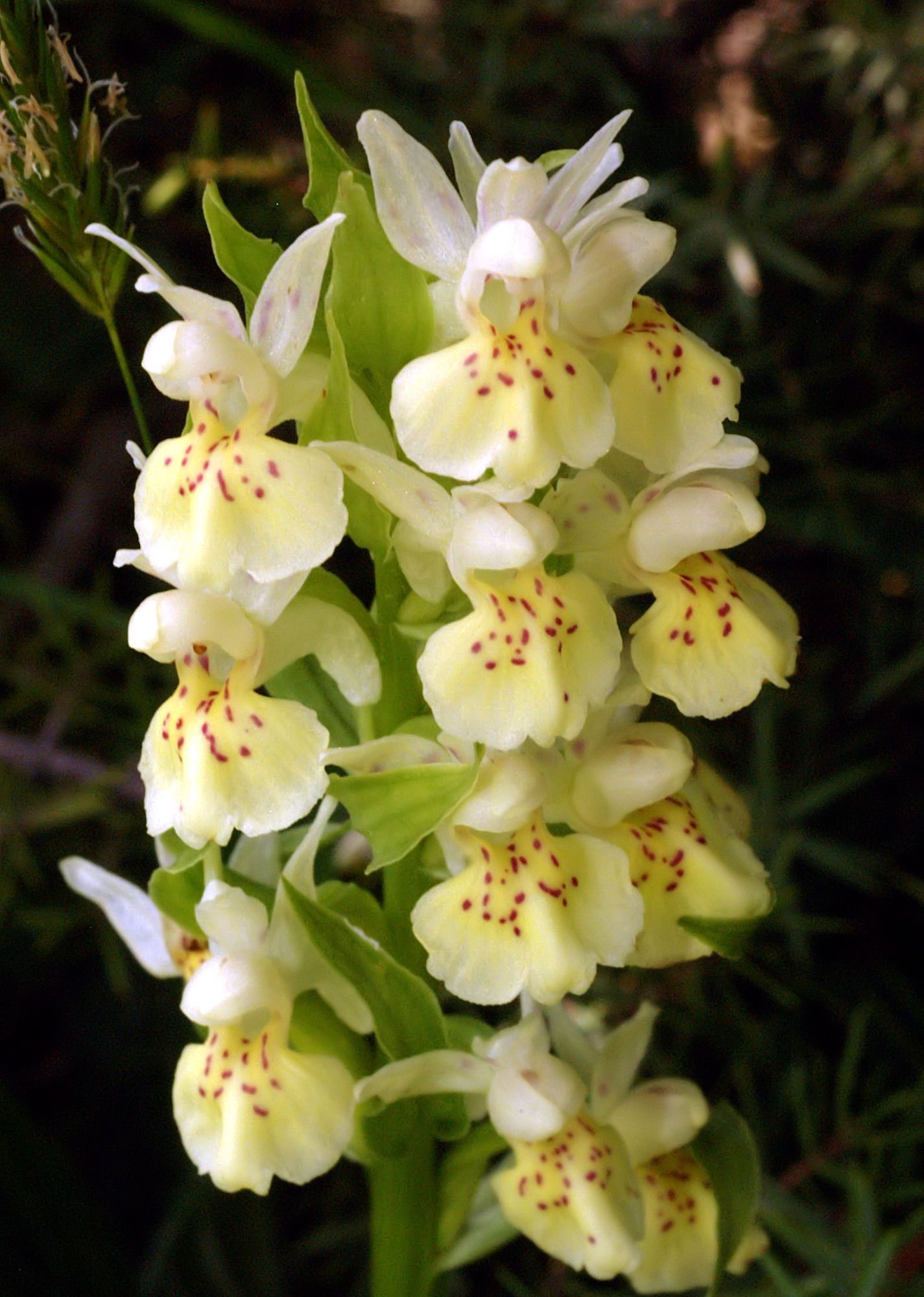
Nakvétající květenství
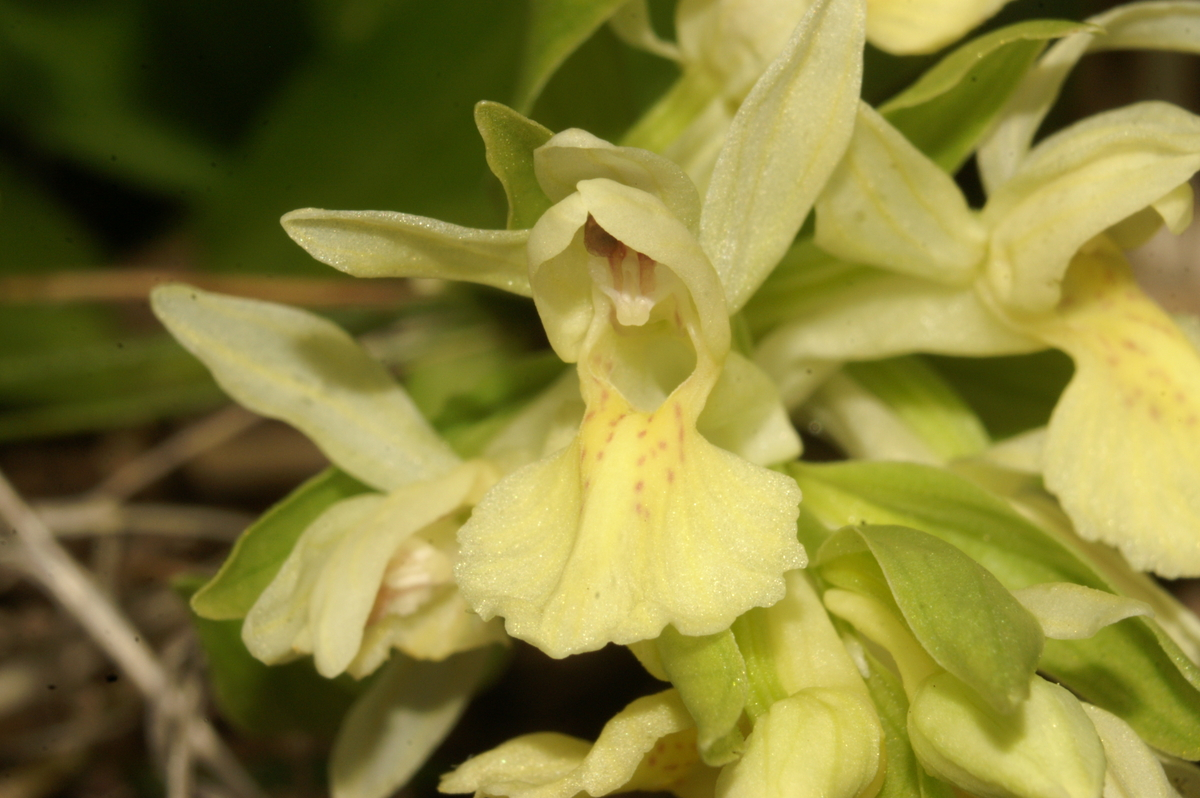
Květ